# شهرستان مرسر (ایلینوی)
شهرستان مرسر، ایلینوی (به انگلیسی: Mercer County, Illinois) یک سکونتگاه مسکونی در ایالات متحده آمریکا است که در ایلینوی واقع شده‌است.

## نگارخانه

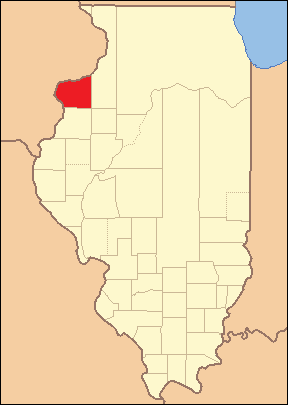
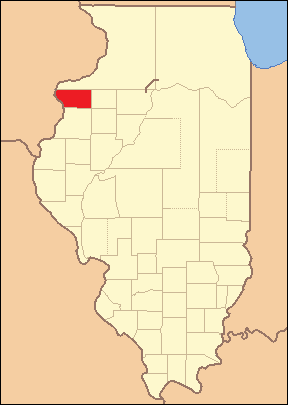